# Kilyana
Genre
Kilyana est un genre d'araignées aranéomorphes de la famille des Zoropsidae.

## Distribution
Les espèces de ce genre sont endémiques d'Australie. Elles se rencontrent au Queensland et en Nouvelle-Galles du Sud.

## Liste des espèces
Selon World Spider Catalog (version 17.0, 20/05/2016) :
- Kilyana bicarinatus Raven & Stumkat, 2005
- Kilyana campbelli Raven & Stumkat, 2005
- Kilyana corbeni Raven & Stumkat, 2005
- Kilyana dougcooki Raven & Stumkat, 2005
- Kilyana eungella Raven & Stumkat, 2005
- Kilyana hendersoni Raven & Stumkat, 2005
- Kilyana ingrami Raven & Stumkat, 2005
- Kilyana kroombit Raven & Stumkat, 2005
- Kilyana lorne Raven & Stumkat, 2005
- Kilyana obrieni Raven & Stumkat, 2005

## Publication originale
- Raven & Stumkat, 2005 : Revisions of Australian ground-hunting spiders: II. Zoropsidae (Lycosoidea: Araneae). Memoirs of the Queensland Museum, vol. 50, p. 347-423 (texte intégral).